# Сървайвър (група)
„Сървайвър“ (на английски: Survivor) е американска рок група, създадена в Чикаго през 1978 г. от китаристите Джим Петерик и Франки Съливан. Групата постига световен успех през 80-те години на 20-и век, създавайки много успешни сингли, които попадат в международните класациите, особено тези в Съединените американски щати. Най-успешният от поредицата сингли е двойно платиненият хит от 1982 г. Eye of the Tiger, основна песен за филма от същата година Роки III, този сингъл остава шест седмици като № 1 в „Билборд Хот 100“ в САЩ.
Техни популярни песни, издадени като сингли в средата на 80-те, сред които Burning Heart (№ 2 в САЩ), The Search Is Over (№ 4 в САЩ), High on You (№ 8 в САЩ), Is This Love (№ 9 в САЩ) и I Can't Hold Back (№ 13 в САЩ), допълнително увеличават както успеха, така и популярността на „Сървайвър“.

## Дискография

### Студийни албуми
- Survivor (1979)
- Premonition (1981)
- Eye of the Tiger (1982)
- Caught in the Game (1983)
- Vital Signs (1984)
- When Seconds Count (1986)
- Too Hot to Sleep (1988)
- Reach (2006)